# Фестивал лампиона
Фестивал лампиона (енгл. Lantern Festival) или Летњи фестивал лампиона (енгл. Summer lantern festival) у Кини је фестивал који се слави петнаестог дана првог месеца у лунарном Кинеском календару. Углавном буде у фебруару или почетком марта по Грегоријанском календару, то је последњи дан прославе традиционалне Кинеске Нове године. За време династије Западни Хан (206. п. н. е.-25. н. е.), постао је фестивал од великог значаја. Током Фестивала лампиона, деца иду ноћу напоље носећи папирне лампионе и решавају загонетке на њима(упрошћен кинески:猜灯谜, традиционални кинески:猜燈謎, пинјин:cāidēngmí).
У античко време, лампиони су били сасвим једноставни, једино су цар и племићи имали велике украшене лампионе. У модерније време, лампиони су почели да се украшавају са пуно сложенијих детаља. На пример, сада се лампиони често праве у облику животиња. Лампиони могу означити да људи пуштају прошлост и почињу нов живот, који ће поново моћи да пусте следеће године. Лампиони су углавном црвени као симбол среће.
Не треба да се меша са Фестивалом средине јесени(енг. Mid-Autumn festival) који је такође познат као "Фестивал лампиона" у местима као Сингапур и Малезија. Фестивал лампиона је постао популаран и у западним земљама, поготово у градовима где је Кинеска заједница велика. У Лондону, Магични фестивал лампиона(енг. Magical lantern festival) се одржава сваке године.

## Легенде о пореклу
Постоји много различитих веровања о пореклу Фестивала лампиона. Свакако, корени досежу још пре више од 2000 година и повезани су са владавином цара Минг(енг. Ming) од Хана(енг. Han) у време када се будизам ширио у Кини. Цар Минг је био заговорник Будизма и приметио је да монаси пале лампионе у храмовима петнаестог дана првог лунарног месеца. Након тога, цар Минг је наредио да сва домаћинства, храмови и царска палата морају да упале лампионе те вечери. Од тада је постао народни обичај. Још једно могуће порекло јесте прослављање "опадања зимске таме" и могућност заједнице да "се креће по ноћи са љутски-направљеним светлом"-лампиони. Током Хан династије, фестивал је био повезан са Ти Џин(енг. Ti Jin), божанством Звезде северњаче.
Једна легенда каже да је то било време за одавање поштовања Таиџи(енг. Taiji), Богу раја у античко доба. Веровало се да Бог раја контролише судбину људи. Имао је шеаснаест змајева на леђима и одлучивао је када ће бити суша, олује, глад или куга међу људима. Почевши са царем Кин Ши Хван(енг. Qin Shi Huang), првим царем Кине(он јој је дао име), сви цареви су тражили да се праве сјајне церемоније сваке године. Цар би питао Таиџи да донесе повољно време и здравље њему и његовим људима.
Вуди (енг. Wudi) од Хан династије је усмерио посебну пажњу на овај догађај. У 104. години ПНЕ, је прогласио једном од највањнијих прослава и церемонија би трајала кроз ноћ.
Друга легенда каже да је Фестивал лампиона у вези са Таоизмом. Тиангуан(енг. Tainguan) је Таоизамски Бог одговоран за срећу. Његов рођендан је петнаестог дана првог лунарног месеца. Каже се да Тиагуан воли све врсте забаве, тако да пратиоци припремају разне активности за време којих се моле за срећу.
Једна легенда повезује Фестивал лампиона са античким војником Лан Муном(енг. Lan Moon), који је водио буну против краљеве тираније у античкој Кини. Убијен је током упада у град и преживели побуњеници су одржали фестивал у његову част.
Још једна легенда о пореклу Фестивала лампиона говори о предивном ждралу који је долетео из раја. Након што је слетео, сељаци су га ловили и убили. Ово је разљутило цара Жада(енг. Jade) у рају, јер му је то био омиљени ждрал. Па је он планирао олују ватре да би уништио село, петнаестог лунарног дана. Његова ћерка је обавестила становнике о плану свог оца да уништи село. Село је било у нереду јер нико није знао како да избегну непосредно уништење. Мудар човек из другог села је предложио да свака породица окачи црвене лампионе око своје куће, запале ватру радосницу на улицама и бацају петарде четрнаестог, петнаестог и шеснаестог лунарног дана. Ово ће дати селу изглед као да гори. Петнаестог лунарног дана трупе које су биле послате из раја да униште село су виделе да је оно у пламену, и вратиле су се у рај да обавесте цаја Жада. Задовољан, цар Жад је одлучио да не спали село. Од тог дана, људи славе сваке године петнаестог лунарног дана тако што носе лампионе на улицама, пале петарде и ватромет.
Друга легенда о пореклу Фестивала лампиона укључује служавку Јуан-Шиао(енг. Yuan-Xiao). У Хан династији Донфан Шуо(енг. Dongfang Shuo) је био омиљени саветник цара. Једног зимског дана, отишао је у башту и чуо је плач девојчице, која је била спремна да скочи у бунар. Шуо ју је зауставио и питао зашто. Одговорила је да се зове Јуан-Шиао, да је царева служавка и како није имала прилику да види своју породицу откако ради тамо. Ако не може да покаже своју Филиал побожност, радије би умрла. Шуо је обећао да ће наћи начин да је поново споји са њеном породицом. Поставио је тезгу за предвиђање судбине на улицу. Због његовог идентитета, много људи је тражило да им каже њихову судбину, али сви су добили исти одговор-кобна ватра петнаестог лунарног дана. Вест се брзо проширила.
Сви су се плашили будућности и тражили су пимоћ од Шуа. Шуо је рекао да ће тринаестог лунарног дана, Бог ватре послати вилу у црвеном на црном коњу да спали град. Када је виде треба да трање милост. Тог дана, Јуан-Шиао правила се да је црвена вила. Када су људи тражили помоћ, рекла је да има копију наредби од Бога ватре које треба да се однесу цару. Када је отишла, људи су однели наредбе цару. У њима је писало да ће главни град горети петнаестог. Цар је питао Јаншуо(енг. Yangshuo) за савет. Јаншуо је рекао да Бог ватре воли да једе тангјуан(енг. tangyuan, слатке кнедле). Јуан-Шиао би требало да скува тангјуан петнаестог лунарног дана и цар треба да нареди свим кућама да спреме тангуан за одавање почасти Богу ватре. Такође, свака кућа у граду треба да окачи црвене лампионе и бацају петарде. Последње, сви у палати и људи ван града треба да носе лампионе на улицама, да гледају украсне лампионе и ватромет. Цар Жад ће бити обманут и они ће избећи уништавајућу ватру.
Цар се срећно држао плана. Лампиони су били свуда у главном граду у ноћ петнаестог лунарног дана. Људи су шетали улицама. Петарде су правиле велику буку. Изгледало је као да је цео град у ватри. Јуан-Шиаони родитељи су отишли у палату да виде украсне лампионе и поново су се спојили са својом ћерком. Цар је прогласио да људи треба да раде исто сваке године. Пошто је Јуан-Шиао скувала најлепши тиангуан, људи су тај дан назвали Јуан-Шиао фестивал.

## Називи у другим земњама
У Малезији, Сингапуру и Индонезији, познат је по свом Хокиен(енг. Hokkien) имену: "Chap Goh Meh"(кинески:十五瞑) значи 15. ноћ.
У Јапану, Феџтивал лампиона познат је као "小正月" (こしょうがつ). У Кореји, фестивал је познат по више имен, укључујући:"정월대만월", "정월대보름", "상원", "원소", "원석" и "오기일". У Виетнаму познат је по пар имена-"Rằm Tháng Giêng", "Tết Nguyên Tiêu" или "Têt Thượng Nguyên".

## Пронаћи љубав
Ранијих дана, млади су били пратиље на улицама у нади да ће наћи љубав. Проводаџије су деловали заузето у нади да упаре људе. Најсветлији лампиони су били симболи среће и наде. Како је време пролазило, фестивал нема више такву импликацију у већини Кине, али је још увек комерцијализован као Кинеска једнакост Дану заљубљених у Малезији, Хонг Конгу и Тајвану.

### Tangyuan
„Tangyuan” (кугле од пиринча) је традиционално јело, које се састоји из пиринча обликованог у лопту, заједно сад црвеним пасуљем или кикирики путером.. Кинези верују да лоптасти облик пиринча и чинија у којој је служен, представља симбол породице и њеног уједињења, као и да ће имати среће у наредној години.

### У 6. веку и касније
До династије Суи, у 6. веку, (Династија Суеј), цар Иангди (Yangdi) позвао је своје посланике у Кину како би видели живописне лампионе и уживали у представи.Ипак, највећи фестивал лампиона, одржао се на почетку 15. века. Фестивал је трајао десет дана.Emperor Chengzu, морао је да издвоји простор у граду за лампионе, чак и данас, на том месту Dengshikou у Пекингу се продају лампиони током дана, док се увече окупља народ како би заједно уживали у погледу.
Данас, овај фестивал је и даље веома популаран и одржава се сваког петнаестог дана у лунарној години. Ченгду у Кини, свеке године одржава овај фестивал у " Парку Културе", где се сваке године све већи број туриста окупља како би посматрали лампионе. Један од најупечатљивијих је Драгон пол (енг. Dragon Pole). Он је лампион у облику златног змаја, висине од 38 метара у чијим устима се налази ватромет. Градови као што су Хангџоу и Шангај имају новије, електронске лампионе поред традиционалних.
Још једна од популарних активности за време овог догађаја је решавање загонетки ( који је постао део фестивала за време владавине династије Танг) Оне се најчешће састоје из порука о срећи, породици, љубави и доброј жетви.